# Wallace Langham
Wallace Langham (Fort Worth, Texas, 11 de marzo de 1965) es un actor estadounidense conocido en programas de televisión en papeles menores y protagonistas. Es probablemente más conocido por su papel de David Hodges en la serie de televisión de drama CSI: Crime Scene Investigation.

## Carrera en el cine
Conocido anteriormente como Wally Ward, en sus inicios, Langham se inició en la película de John Hughes Weird Science, y en los programas de televisión The Invisible Kid (El niño invisible) y en ABC Afterschool Special. Posteriormente hizo el rol de un joven fanático en Soul Man y un líder gánster en The Chocolate War (La guerra del chocolate). Actuó en la comedia de Eddie Murphy Daddy Day Care y en la comedia Little Miss Sunshine. Su último papel ha sido en la película Hitchcock.

## Carrera en televisión
En la época del '90, Langham pasó a realizar papeles más adultos, apareciendo en el reparto regular en la breve serie de la CBS WIOU. Su gran oportunidad llegó cuando fue seleccionado como Phil, un cínico escritor inseguro en el talk show de Garry Shandling, en el sitcom del canal HBO The Larry Sanders Show. Langham entonces tomó un papel en Veronica's Closet, sitcom de la NBC, interpretando al asistente de Kirstie Alley, Josh. Luego apareció en la comedia de Joan Cusack What About Joan?.
Ha aparecido como estrella invitada en muchos programas, como Murphy Brown, NewsRadio, ER, Murder, She Wrote, Sex and the City, 21 Jump Street, Medium, The Twilight Zone, The Outer Limits, Star Trek: Voyager, Curb Your Enthusiasm, y Grace Under Fire.
Fue la voz de Andy French en la serie animada Mission Hill, como también la de los "care-bots" en "Buzz Lightyear of Star Command", Clayface en Batman y Ocean Master en Batman: The Brave and the Bold.
Sin duda, su papel más conocido es el del técnico de laboratorio David Hodges en la exitosa serie de la CBS CSI: Crime Scene Investigation. En el estreno de la octava temporada de la misma, podemos verlo como parte del elenco principal.

## Personal
En marzo de 2000, Langham se vio metido en un altercado con un reportero gay que supuestamente había formulado acusaciones contra los tatuajes de la novia de Langham. El reportero, a su vez, afirmó que Langham lanzó gritos homófobos mientras le estaba golpeando. Langham, que no refutó los cargos, fue condenado a pasar 3 años en libertad condicional y a cumplir 450 horas de servicio comunitario para obras de caridad gais y lesbianas, además de donar 10 000 dólares al Los Angeles Gay and Lesbian Center (Centro de gais y lesbianas de Los Ángeles). A cambio de no disputar, la fiscalía retiró la acusación criminal que se había presentado contra el actor. En un comunicado, Langham dijo que apoya los derechos homosexuales «y que nunca habría atacado a nadie si antes no hubiera sido provocado primero».

## Filmografía
- Mentes poderosas (2018) como Dr. Viceroy
- Grey's Anatomy (2016) como Dr. Steve Corridan (Cap. 13x16)
- LBJ (2016) como Arthur M. Schlesinger Jr.
- Scream Queens (2015), 1 episodio) como señor Putney padre de Chanel #5
- Castle (2015, 1 episodio) como Dr. Holtzman
- Hitchcock (2012) como Saul Bass
- CSI: Crime Scene Investigation (2003 - 2015) como David Hodges
- Growing Op (2008) como Bryce Dawson
- The Great Buck Howard (2008) como Dan Green
- Little Miss Sunshine (2006) como Kirby
- I Want Someone to Eat Cheese With (2006) como Claude Clochet
- Curb Your Enthusiasm (2005) como un hombre en el baño
- Medium (2005, 2 episodios) como Alan
- Mission Hill (1999-2002, 13 episodios) como Andy French
- Sister Mary Explains It All (2001) como Aloysius Benheim
- Veronica's Closet (1997-2000, 64 episodios) como Josh Blair
- Star Trek Voyager (1999) como Flotter
- The Larry Sanders Show (1992-1998, 75 episodios) como Phil
- Michael (1996) como Bruce Craddock
- ER (1996, Temporada 3 Episodio 1: Carter I Presume) como Dr. Melvoin
- Newsradio (1995-1996, 2 episodios) como Jeff
- WIOU (1990-1991, 14 episodios) como Willis Teitlbaum
- Vital Signs (1990) como Grant
- Martians Go Home (1989) como Marciano mirón
- Under The Boardwalk (1989) como Backwash
- The Chocolate War (1988) como Archie Costello
- The Invisible Kid (1988) como Milton McClane
- Soul Man (1986) como Barky Brewer
- Weird Science (1985) como Art